# Jorginho (Fußballspieler, 1991)
Jorginho (* 20. Dezember 1991 in Imbituba; bürgerlich Jorge Luiz Frello Filho) ist ein brasilianisch-italienischer Fußballspieler, der seit Sommer 2025 bei Flamengo Rio de Janeiro spielt. Der Mittelfeldspieler ist seit 2016 für die italienische Nationalmannschaft aktiv. Im Jahr 2021 gewann er mit dem FC Chelsea die Champions League und wurde Europameister, wofür er zum UEFA-Spieler des Jahres („Europas Fußballer des Jahres“) gewählt wurde.

## Karriere

### Im Verein

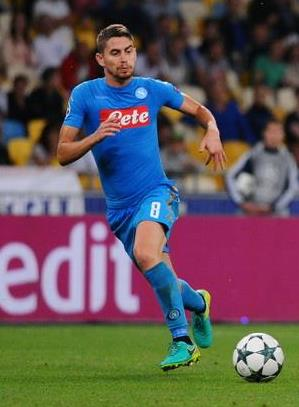
Jorginho im Trikot der SSC Neapel (2016)

Jorginho wurde in Brasilien in eine Anfang des 20. Jahrhunderts aus Lusiana nach Brasilien ausgewanderte italienischstämmige Familie geboren und zog mit 15 Jahren allein nach Italien. Dort erlernte er das Fußballspielen in der Jugend von Hellas Verona, die er bis zur Übernahme in den Profikader durchlief. 2010 wurde er in diesen aufgenommen, jedoch sofort an die AC Sambonifacese verliehen, um Spielpraxis zu sammeln. 2011 kehrte er zu Hellas zurück und war danach fester Bestandteil des Teams. In der Saison 2012/13 gelang ihm mit Hellas der Aufstieg in die Serie A. Im Januar 2014 wechselte Jorginho zum Ligakonkurrenten SSC Neapel.
Zur Saison 2018/19 wechselte Jorginho in die Premier League zum FC Chelsea. Dort gewann er 2019 die Europa League sowie 2021 die Champions League und den UEFA Super Cup. Ende August 2021 wurde Jorginho zum UEFA-Spieler des Jahres („Europas Fußballer des Jahres“) gewählt.
Ende Januar 2023 wechselte Jorginho am letzten Tag der Transferperiode innerhalb Londons zum Ligakonkurrenten FC Arsenal. Im Sommer 2025 verließ er den Verein und wechselte zu Flamengo Rio de Janeiro.

### In der Nationalmannschaft
Am 24. März 2016 bestritt Jorginho sein erstes A-Länderspiel für Italien. Er wurde in der 89. Minute in der Partie gegen Spanien eingewechselt. Bereits im Mai kam Jorginho zu seinem zweiten Einsatz für die Squadra Azzurra, als er gegen Schottland erneut eingewechselt wurde. Darüber hinaus stand er im vorläufigen Kader Italiens für die EM 2016, gehörte jedoch nicht zum endgültigen Aufgebot. Für die Play-off-Spiele zur WM 2018 wurde er nach einer zweijährigen Abstinenz wieder nominiert und ist seitdem ein fixer Bestandteil der Squadra Azzurra. Am 7. September 2018 erzielte er im Rahmen der UEFA Nations League sein erstes Tor im Nationaldress.
Bei der Europameisterschaft 2021 stand er im italienischen Kader und spielte in allen sieben Partien. Im Halbfinale gegen Spanien verwandelte er den entscheidenden Elfmeter für den Einzug ins Finale, gegen England, in welchem sich ihm erneut die Chance bot, das Spiel im Elfmeterschießen zu entscheiden. Obwohl er an Jordan Pickford scheiterte, gewann seine Mannschaft das Elfmeterschießen dennoch und wurde zum Europameister. Anschließend wurde der Mittelfeldspieler in das Team des Turniers gewählt.

## Erfolge und Auszeichnungen

### Nationalmannschaft
- Europameister: 2021

### Vereine

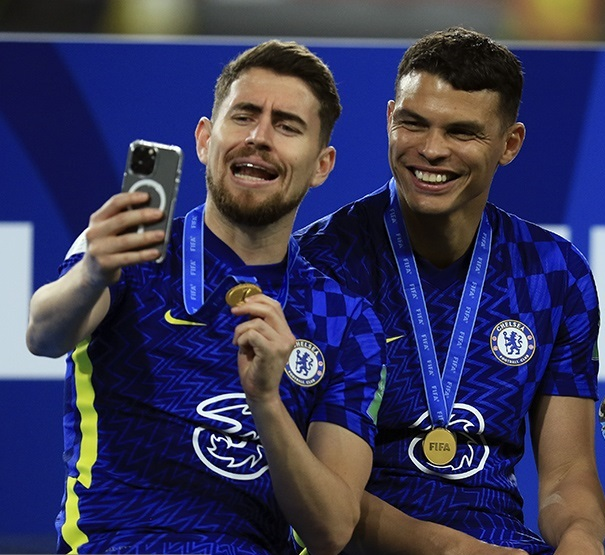
Jorginho und Thiago Silva nach dem Gewinn der Klub-Weltmeisterschaft

International
- Champions-League-Sieger: 2021
- Europa-League-Sieger: 2019
- Klub-Weltmeister: 2021
- UEFA-Super-Cup-Sieger: 2021

Italien
- Pokalsieger: 2014
- Supercupsieger: 2014
- Aufstieg in die Serie A: 2013

### Auszeichnungen
- UEFA-Spieler des Jahres („Europas Fußballer des Jahres“): 2021
- Nominierung für den Ballon d’Or: 2021 (3. Platz)
- FIFA FIFPro World XI: 2021
- Wahl in das Team des Turniers der Europameisterschaft 2021
- Verdienstorden der Italienischen Republik (Ritter) – für den Gewinn der Europameisterschaft 2021[14]